# Ballavalli, Nagamangala
Ballavalli là một làng thuộc tehsil Nagamangala, huyện Mandya, bang Karnataka, Ấn Độ.